# Предтеченский, Всеволод Михайлович
Всеволод Михайлович Предте́ченский (5 июня 1912, Калиш — 31 января 1978, Москва) — советский инженер, архитектор и педагог. Доктор технических наук (1963), профессор (1964). Заслуженный деятель науки и техники РСФСР (1971). Полковник внутренней службы.

## Биография
Родился 5 июня 1912 года в городе Калиш (ныне Польша). В 1933 году окончил строительный факультет Всесоюзного заочного индустриального института (ВЗИСИ). В 1934—1935 годах проходил срочную службу в Советской армии. После демобилизации поступил в Московский инженерно-строительный институт (МИСИ), который окончил в 1940 году.
Трудовую деятельность начал в 1928 году чертёжником. С 1930 по 1940 год работал в московском тресте «Связьпроект». Занимался проектированием и строительством зданий. В частности, по его проектам в Москве были построены жилой дом на Кожевнической улице, учебный корпус и общежитие Института связи.
После начала Великой Отечественной войны занимался проектированием и строительством оборонительных сооружений, руководил отделом защитно-восстановительных работ. Позднее работал в научно-исследовательской лаборатории МПВО МВД.
Демобилизовался в 1950 году, после чего занялся научно-педагогической деятельностью. С 1952 года — профессор кафедры архитектуры гражданских и промышленных зданий МИСИ, с 1954 года — заведующий кафедры, с 1958 года — декан строительного факультета, с 1960 года — проректор МИСИ по учебной работе. Почётный доктор Будапештского технического университета.
Занимался исследованием закономерностей движения людских потоков. Эти разработки, в частности, нашли применение в организации путей эвакуации людей при пожарах. Работа по теории движения людских потоков легла в основу его докторской диссертации, защищённой в 1963 году.
Автор 95 научных трудов, из которых 15 были изданы за рубежом. Под его редакцией вышел 5-томный учебник 5-томный «Архитектура гражданских и промышленных зданий». Как заведующий кафедрой развивал идеи инженера Л. А. Серка по подготовке инженеров-строителей на базе аналитических методов строительной физики. Под руководством В. М. Предтеченского было защищено 30 кандидатских диссертаций.
Член КПСС с 1942 года. Избирался депутатом Московского городского совета. В 1963, 1965, 1967 и 1969 годах избирался председателем комиссии по градостроительству Мосгорисполкома.
Член Союза архитекторов СССР с 1955 года. Член правления Союза архитекторов в 1965—1970 годах. Секретарь правления Союза архитекторов СССР с 1970 года. Длительное время возглавлял научно-методический совет по высшему строительному образованию Минвуза СССР. С 1964 года состоял заместителем председателя экспертного совета по строительству и архитектуре ВАК СССР.
В 1966—1970 годах жил в Москве на Новоалексеевской улице, дом 4, корп. 2; в 1970—1978 годах — на 3-й Фрунзенской улице, дом 4.
Умер в Москве 31 января 1978 года. Прах в колумбарии Донского кладбища.

## Награды
- Орден Красной Звезды[4]
- Медаль «За трудовую доблесть»[5]
- Медаль «За оборону Москвы»[6]
- Медаль «За победу над Германией в Великой Отечественной войне 1941—1945 гг.»[6]
- Медаль «За победу над Японией»[6]

## Сочинения
- Предтеченский В. М., Милинский А. И. Проектирование зданий с учётом организации движения людских потоков. — 2-е издание. — М.: Стройиздат, 1979.